# Partit Democràtic del Kurdistan Iranià
El partit Democràtic del Kurdistan Iranià (PDKI, KDPI o PDK-I) (kurd: حیزبی دێمۆکراتی کوردستانی ئێران, Hîzbî Dêmokiratî kurdistani Eren) és un partit polític kurd de l'Iran defensor dels drets nacionals kurds dins un Iran democràtic i federal.

## Història
El partit es va fundar el 16 d'agost de 1945 com a moviment dirigent de la república del Kurdistan (Mahabad) organitzada fins aleshores pel Komeley Jiyanewey Kurd, un moviment essencialment burgès de notables de Mahabad i caps tribals, organitzat com a societat secreta. Al partit van entrar els antics membres del Komeley, el Hiwa de Rafoq Hilmi que al final del 1944 s'havia desintegrat per les lluites entre conservadors tribals i progressistes partidaris de l'aliança amb la Unió Soviètica, un petit partit iranià d'esquerres i un grup de comunistes kurds (Shurish = Revolució) que després va formar el Partit Revolucionari Kurd (Rizgari Kurd).
El partit va passar a la clandestinitat el 15 de desembre del 1945, però va aconseguir arrelar en alguns punts del Kurdistan; sota Mossadegh va actuar obertament però a la caiguda d'aquest, membres del partit foren empresonats o obligats a passar altre cop a la clandestinitat; onades de repressió es van produir el 1959 i el 1964 i uns 300 membres foren empresonats i un nombre important va haver d'amagar-se o fugir de l'Iran. El 1967 va iniciar una revolta armada que va durar 18 mesos, però finalment fou sufocada pel règim del xa. El 1978 va estar actiu en l'enderrocament del xa i a la seva caiguda molts membres exiliats van retornar al país. El 1979 va tenir un paper important junt amb el Komala, en la revolta contra Khomeini, que després del 1980, a causa de la guerra Iran-Iraq, va quedar diluïda. Els membres dirigents van haver de marxar a l'exili.
El 13 de juliol de 1989 el secretari general Abdul Rahman Ghassemlou, i dos companys, foren assassinats a Viena quan negociaven amb enviats del règim iranià. A Ghassemlou el va succeir Sadeq Sharafkandi, també assassinat el 17 de setembre de 1992 a Berlín quan assistia al Congrés de la Internacional Socialista.

## Congressos
El partit ha celebrat 14 congressos: 1945, 1964, 1971, 1980, 1982, 1984, 1985, 1988, 1992, 1995, 1997, 2000, 2004 i 2008.

## Dirigents
- Qazi Muhammad 1945-1947
- Abdulla Eshaghi 1947-1973
- Abdul Rahman Ghassemlou 1973-1989
- Sadegh Sharafkandi 1989-1992
- Mustafa Hijri 1992-1995
- Abdulla Hassanzadeh 1995-2004
- Mustafa Hijri (2004- actual)